# Barcelona Open
Barcelona Open, oficiálně Barcelona Open Banc Sabadell, v katalánštině známý jako Trofeu Compte de Godó, je profesionální tenisový turnaj mužů hraný ve španělské Barceloně, který byl založen v roce 1953. Probíhá v areálu Real Club de Tenis Barcelona na otevřených antukových dvorcích, s dvaceti kurty včetně osmnácti antukových. Na okruhu ATP Tour se od sezóny 2009 řadí do kategorie ATP Tour 500. V roce 2008 se generálním partnerem stal bankovní dům Banco Sabadell
V období 1970–1989 turnaj patřil do mužského okruhu Grand Prix a v 70. letech dvacátého století se konal jako součást World Championship Tennis. Na Grand Prix v roce 1990 navázal zařazením do nově založeného okruhu ATP Tour. V letech 1999–2007 probíhal pod názvem Open SEAT. Po Mastersu Madrid Open představuje kvalitativně druhou nejvyšší mužskou událost ve Španělsku. V rámci otevřené éry se do čtvrtfinále neprobojoval žádný Španěl v letech 1981, 1982, 1989 a 2024. V ročníku 2024 neměl španělský tenis zastoupení v semifinále poprvé od roku 1995.
Hráčským statistikám vévodí dvanáctinásobný vítěz Rafael Nadal, který nikdy neprohrál ve finále. Mezi lety 2003–2024 nastoupil do sedmnácti ročníků, s celkovou zápasovou bilancí 67–5. V jejich průběhu odešel jen pětkrát poražen, od Corretjy (2003), Almagra (2014), Fogniniho (2015), Thiema (2019) a de Minaura (2024), který se stal jeho vůbec prvním australským přemožitelem na antuce. Pořadatelé pojmenovali po Nadalovi v roce 2017 centrální dvorec s kapacitou 8,5 tisíce diváků – Pista Rafa Nadal.
V ročníku 2025 bylo startovní pole dvouhry zredukováno o šestnáct singlistů, ze čtyřiceti osmi na třicet dva startujících. To vedlo k nárůstu zápasů mezi výše postavenými tenisty, když se zvýšila i žebříčková hranice pro přijetí posledního přímého účastníka. Počet účastníků kvalifikace setrval na dvaceti čtyřech, s šesti postupujícími. Čtyřhry se účastní šestnáct dvojic.

## Vývoj názvu turnaje
- 1977–1998: Trofeo Conde de Godó
- 1999–2005: Open Seat Godó
- 2006–2007: Open Seat
- 2008: Open Sabadell Atlántico
- 2009–2011: Barcelona Open Banco Sabadell
- 2012– : Barcelona Open Banc Sabadell

## Přehled finále

### Dvouhra
| Rok  | vítěz                             | finalista                         | výsledek                          |
| ---- | --------------------------------- | --------------------------------- | --------------------------------- |
| 1953 | Vic Seixas                        | Enrique Morea                     | 6–3, 6–4, 22–20                   |
| 1954 | Tony Trabert                      | Vic Seixas                        | 6–0, 6–1, 6–3                     |
| 1955 | Art Larsen                        | Budge Patty                       | 7–5, 3–6, 7–5, 2–6, 6–4           |
| 1956 | Herbert Flam                      | Robert Howe                       | 6–2, 6–3, 6–0                     |
| 1957 | Herbert Flam (2)                  | Mervyn Rose                       | 6–4, 4–6, 6–3, 6–4                |
| 1958 | Sven Davidson                     | Mervyn Rose                       | 4–6, 6–2, 7–5, 6–1                |
| 1959 | Neale Fraser                      | Roy Emerson                       | 6–2, 6–4, 3–6, 6–2                |
| 1960 | Andrés Gimeno                     | Giuseppe Merlo                    | 6–1, 6–2, 6–1                     |
| 1961 | Roy Emerson                       | Manuel Santana                    | 6–4, 6–4, 6–1                     |
| 1962 | Manuel Santana                    | Ramanathan Krishnan               | 3–6, 6–3, 6–4, 8–6                |
| 1963 | Roy Emerson (2)                   | Juan Manuel Couder                | 0–6, 6–4, 6–3, 4–6, 6–3           |
| 1964 | Roy Emerson (3)                   | Manuel Santana                    | 2–6, 7–5, 6–3, 6–3                |
| 1965 | Juan Gisbert                      | Martin Mulligan                   | 6–4, 4–6, 6–1, 2–6, 6–2           |
| 1966 | Thomaz Koch                       | Nikola Pilić                      | 6–3, 6–2, 3–6, 7–5                |
| 1967 | Martin Mulligan                   | Rafael Osuna                      | 5–7, 7–5, 6–4, 6–3                |
| 1968 | Martin Mulligan (2)               | Ingo Buding                       | 6–0, 6–1, 6–0                     |
| 1969 | Manuel Orantes                    | Manuel Santana                    | 6–4, 7–5, 6–4                     |
| 1970 | Manuel Santana (2)                | Rod Laver                         | 6–4, 6–3, 6–4                     |
| 1971 | Manuel Orantes (2)                | Bob Lutz                          | 6–4, 6–3, 6–4                     |
| 1972 | Jan Kodeš                         | Manuel Orantes                    | 6–3, 6–2, 6–3                     |
| 1973 | Ilie Năstase                      | Manuel Orantes                    | 2–6, 6–1, 8–6, 6–4                |
| 1974 | Ilie Năstase (2)                  | Manuel Orantes                    | 8–6, 9–7, 6–3                     |
| 1975 | Björn Borg                        | Adriano Panatta                   | 1–6, 7–6(7–5), 6–3, 6–2           |
| 1976 | Manuel Orantes (3)                | Eddie Dibbs                       | 6–1, 2–6, 2–6, 7–5, 6–4           |
| 1977 | Björn Borg (2)                    | Manuel Orantes                    | 6–2, 7–5, 6–2                     |
| 1978 | Balázs Taróczy                    | Ilie Năstase                      | 1–6, 7–5, 4–6, 6–3, 6–4           |
| 1979 | Hans Gildemeister                 | Eddie Dibbs                       | 6–4, 6–3, 6–1                     |
| 1980 | Ivan Lendl                        | Guillermo Vilas                   | 6–4, 5–7, 6–4, 4–6, 6–1           |
| 1981 | Ivan Lendl (2)                    | Guillermo Vilas                   | 6–0, 6–3, 6–0                     |
| 1982 | Mats Wilander                     | Guillermo Vilas                   | 6–3, 6–4, 6–3                     |
| 1983 | Mats Wilander (2)                 | Guillermo Vilas                   | 6–0, 6–3, 6–1                     |
| 1984 | Mats Wilander (3)                 | Joakim Nyström                    | 7–6(7–5), 6–4, 0–6, 6–2           |
| 1985 | Thierry Tulasne                   | Mats Wilander                     | 0–6, 6–2, 3–6, 6–4, 6–0           |
| 1986 | Kent Carlsson                     | Andreas Maurer                    | 6–2, 6–2, 6–0                     |
| 1987 | Martín Jaite                      | Mats Wilander                     | 7–6(7–5), 6–4, 4–6, 0–6, 6–4      |
| 1988 | Kent Carlsson (2)                 | Thomas Muster                     | 6–3, 6–3, 3–6, 6–1                |
| 1989 | Andrés Gómez                      | Horst Skoff                       | 6–4, 6–4, 6–2                     |
| 1990 | Andrés Gómez (2)                  | Guillermo Pérez Roldán            | 6–0, 7–6(7–3), 3–6, 0–6, 6–2      |
| 1991 | Emilio Sánchez                    | Sergi Bruguera                    | 6–4, 7–6(9–7), 6–2                |
| 1992 | Carlos Costa                      | Magnus Gustafsson                 | 6–4, 7–6(7–3), 6–4                |
| 1993 | Andrij Medveděv                   | Sergi Bruguera                    | 6–7(7–9), 6–3, 7–5, 6–4           |
| 1994 | Richard Krajicek                  | arlos Costa                       | 6–4, 7–6(8–6), 6–2                |
| 1995 | Thomas Muster                     | Magnus Larsson                    | 6–2, 6–1, 6–4                     |
| 1996 | Thomas Muster (2)                 | Marcelo Ríos                      | 6–3, 4–6, 6–4, 6–1                |
| 1997 | Albert Costa                      | Albert Portas                     | 7–5, 6–4, 6–4                     |
| 1998 | Todd Martin                       | Alberto Berasategui               | 6–2, 1–6, 6–3, 6–2                |
| 1999 | Félix Mantilla                    | Karim Alami                       | 7–6(7–2), 6–3, 6–3                |
| 2000 | Marat Safin                       | Juan Carlos Ferrero               | 6–3, 6–3, 6–4                     |
| 2001 | Juan Carlos Ferrero               | Carlos Moyà                       | 4–6, 7–5, 6–3, 3–6, 7–5           |
| 2002 | Gastón Gaudio                     | Albert Costa                      | 6–4, 6–0, 6–2                     |
| 2003 | Carlos Moyà                       | Marat Safin                       | 5–7, 6–2, 6–2, 3–0skreč           |
| 2004 | Tommy Robredo                     | Gastón Gaudio                     | 6–3, 4–6, 6–2, 3–6, 6–3           |
| 2005 | Rafael Nadal                      | Juan Carlos Ferrero               | 6–1, 7–6(7–4), 6–3                |
| 2006 | Rafael Nadal (2)                  | Tommy Robredo                     | 6–4, 6–4, 6–0                     |
| 2007 | Rafael Nadal (3)                  | Guillermo Cañas                   | 6–3, 6–4                          |
| 2008 | Rafael Nadal (4)                  | David Ferrer                      | 6–1, 4–6, 6–1                     |
| 2009 | Rafael Nadal (5)                  | David Ferrer                      | 6–2, 7–5                          |
| 2010 | Fernando Verdasco                 | Robin Söderling                   | 6–3, 4–6, 6–3                     |
| 2011 | Rafael Nadal (6)                  | David Ferrer                      | 6–2, 6–4                          |
| 2012 | Rafael Nadal (7)                  | David Ferrer                      | 7–6(7–1), 7–5                     |
| 2013 | Rafael Nadal (8)                  | Nicolás Almagro                   | 6–4, 6–3                          |
| 2014 | Kei Nišikori                      | Santiago Giraldo                  | 6–2, 6–2                          |
| 2015 | Kei Nišikori (2)                  | Pablo Andújar                     | 6–4, 6–4                          |
| 2016 | Rafael Nadal (9)                  | Kei Nišikori                      | 6–4, 7–5                          |
| 2017 | Rafael Nadal (10)                 | Dominic Thiem                     | 6–4, 6–1                          |
| 2018 | Rafael Nadal (11)                 | Stefanos Tsitsipas                | 6–2, 6–1                          |
| 2019 | Dominic Thiem                     | Daniil Medveděv                   | 6–4, 6–0                          |
| 2020 | zrušeno kvůli pandemii koronaviru | zrušeno kvůli pandemii koronaviru | zrušeno kvůli pandemii koronaviru |
| 2021 | Rafael Nadal (12)                 | Stefanos Tsitsipas                | 6–4, 6–7(6–8), 7–5                |
| 2022 | Carlos Alcaraz                    | Pablo Carreño Busta               | 6–3, 6–2                          |
| 2023 | Carlos Alcaraz (2)                | Stefanos Tsitsipas                | 6–3, 6–4                          |
| 2024 | Casper Ruud                       | Stefanos Tsitsipas                | 7–5, 6–3                          |
| 2025 | Holger Rune                       | Carlos Alcaraz                    | 7–6(8–6), 6–2                     |

### Čtyřhra
| Rok  | vítězové                                  | finalisté                            | výsledek                          |
| ---- | ----------------------------------------- | ------------------------------------ | --------------------------------- |
| 1953 | Enrique Morea Vic Seixas                  | Jaime Bartrolí Lennart Bergelin      | 6–3, 3–6, 6–3, 6–1                |
| 1954 | Vic Seixas (2) Tony Trabert               | Jack Arkinstall Malcolm Fox          | 6–3, 6–4, 6–2                     |
| 1955 | Mervyn Rose George Worthington            | Art Larsen Budge Patty               | 6–2, 2–6, 6–2, 6–1                |
| 1956 | Don Candy Lew Hoad                        | Robert Howe Art Larsen               | 6–1, 6–1, 6–2                     |
| 1957 | Robert Howe Mervyn Rose (2)               | Herbert Flam Sidney Schwartz         | 6–3, 6–3, 5–7, 6–1                |
| 1958 | Jaroslav Drobný Budge Patty               | Mervyn Rose Warren Woodcock          | 7–5, 6–3, 6–2                     |
| 1959 | Roy Emerson Neale Fraser                  | Luis Ayala Rod Laver                 | 6–2, 4–6, 6–4, 13–11              |
| 1960 | Roy Emerson (2) Neale Fraser (2)          | José Luis Arilla Andrés Gimeno       | 6–4, 6–0, 6–4                     |
| 1961 | Bob Hewitt Fred Stolle                    | Bob Mark Manuel Santana              | 2–6, 6–3, 6–4, 6–4                |
| 1962 | Roy Emerson (3) Neale Fraser (3)          | Bob Hewitt Fred Stolle               | 8–6, 8–6, 6–4                     |
| 1963 | Roy Emerson (4) Manuel Santana            | José Luis Arilla Eduardo Soriano     | 5–7, 6–2, 3–6, 7–5, 6–3           |
| 1964 | Roy Emerson (5) Ken Fletcher              | José Mandarino Eduardo Soriano       | 6–3, 8–6, 1–6, 5–7, 6–3           |
| 1965 | Roy Emerson (6) Ramanathan Krishnan       | José Luis Arilla Manuel Santana      | 6–2, 6–1, 6–1                     |
| 1966 | Roy Emerson (7) Fred Stolle (2)           | Thomaz Koch José Mandarino           | 9–7, 6–4                          |
| 1967 | Thomaz Koch José Mandarino                | Ramanathan Krishnan Rafael Osuna     | 6–2, 6–4, 8–6                     |
| 1968 | Carlos Fernandes Patricio Rodríguez       | Thomaz Koch José Mandarino           | 6–2, 3–6, 6–3, 6–1, 6–4           |
| 1969 | Manuel Orantes Patricio Rodríguez         | Terry Addison Ray Keldie             | 8–10, 6–3, 6–1, 5–7, 6–2          |
| 1970 | Lew Hoad (2) Manuel Santana (2)           | Andrés Gimeno Rod Laver              | 6–4, 9–7, 7–5                     |
| 1971 | Željko Franulović Juan Gisbert            | Cliff Drysdale Andrés Gimeno         | 7–6, 6–2, 7–6                     |
| 1972 | Juan Gisbert (2) Manuel Orantes (2)       | Frew McMillan Ilie Năstase           | 6–3, 3–6, 6–4                     |
| 1973 | Ilie Năstase Tom Okker                    | Antonio Muñoz Manuel Orantes         | 4–6, 6–3, 6–2                     |
| 1974 | Juan Gisbert (3) Ilie Năstase (2)         | Manuel Orantes Guillermo Vilas       | 3–6, 6–0, 6–2                     |
| 1975 | Björn Borg Guillermo Vilas                | Wojciech Fibak Karl Meiler           | 3–6, 6–4, 6–3                     |
| 1976 | Brian Gottfried Raúl Ramírez              | Bob Hewitt Frew McMillan             | 7–6, 6–4                          |
| 1977 | Wojciech Fibak Jan Kodeš                  | Bob Hewitt Frew McMillan             | 6–0, 6–4                          |
| 1978 | Željko Franulović Hans Gildemeister       | Jean-Louis Haillet Gilles Moretton   | 6–1, 6–4                          |
| 1979 | Paolo Bertolucci Adriano Panatta          | Carlos Kirmayr Cássio Motta          | 6–4, 6–3                          |
| 1980 | Steve Denton Ivan Lendl                   | Pavel Složil Balázs Taróczy          | 6–2, 6–7, 6–3                     |
| 1981 | Anders Järryd Hans Simonsson              | Andrés Gómez Hans Gildemeister       | 6–1, 6–4                          |
| 1982 | Anders Järryd (2) Hans Simonsson (2)      | Carlos Kirmayr Cássio Motta          | 6–3, 6–2                          |
| 1983 | Anders Järryd (3) Hans Simonsson (3)      | Jim Gurfein Erick Iskersky           | 7–5, 6–3                          |
| 1984 | Pavel Složil Tomáš Šmíd                   | Martín Jaite Víctor Pecci            | 6–2, 6–0                          |
| 1985 | Sergio Casal Emilio Sánchez               | Jan Gunnarsson Michael Mortensen     | 6–3, 6–3                          |
| 1986 | Jan Gunnarsson Joakim Nyström             | Carlos di Laura Claudio Panatta      | 6–3, 6–4                          |
| 1987 | Miloslav Mečíř Tomáš Šmíd (2)             | Javier Frana Christian Miniussi      | 6–1, 6–2                          |
| 1988 | Sergio Casal (2) Emilio Sánchez (2)       | Claudio Mezzadri Diego Pérez         | 6–4, 6–3                          |
| 1989 | Gustavo Luza Christian Miniussi           | Sergio Casal Tomáš Šmíd              | 6–3, 6–3                          |
| 1990 | Andrés Gómez Javier Sánchez               | Sergio Casal Emilio Sánchez          | 7–6(7–1), 7–5                     |
| 1991 | Horacio de la Peña Diego Nargiso          | Boris Becker Eric Jelen              | 3–6, 7–6(7–2), 6–4                |
| 1992 | Andrés Gómez (2) Javier Sánchez (2)       | Ivan Lendl Karel Nováček             | 6–4, 6–4                          |
| 1993 | Shelby Cannon Scott Melville              | Sergio Casal Emilio Sánchez          | 7–6(7–4), 6–1                     |
| 1994 | Jevgenij Kafelnikov David Rikl            | Jim Courier Javier Sánchez           | 5–7, 6–1, 6–4                     |
| 1995 | Trevor Kronemann David Macpherson         | Andrea Gaudenzi Goran Ivanišević     | 6–2, 6–4                          |
| 1996 | Luis Lobo Javier Sánchez (3)              | Neil Broad Piet Norval               | 6–1, 6–3                          |
| 1997 | Alberto Berasategui Jordi Burillo         | Pablo Albano Àlex Corretja           | 6–3, 7–5                          |
| 1998 | Jacco Eltingh Paul Haarhuis               | Ellis Ferreira Rick Leach            | 7–5, 6–0                          |
| 1999 | Paul Haarhuis (2) Jevgenij Kafelnikov (2) | Massimo Bertolini Cristian Brandi    | 7–5, 6–3                          |
| 2002 | Nicklas Kulti Mikael Tillström            | Paul Haarhuis Sandon Stolle          | 6–2, 6–7(2–7), 7–6(7–5)           |
| 2001 | Donald Johnson Jared Palmer               | Tommy Robredo Fernando Vicente       | 7–6(7–2), 6–4                     |
| 2002 | Michael Hill Daniel Vacek                 | Lucas Arnold Ker Gastón Etlis        | 6–4, 6–4                          |
| 2003 | Bob Bryan Mike Bryan                      | Chris Haggard Robbie Koenig          | 6–4, 6–3                          |
| 2004 | Mark Knowles Daniel Nestor                | Mariano Hood Sebastián Prieto        | 4–6, 6–3, 6–4                     |
| 2005 | Leander Paes Nenad Zimonjić               | Feliciano López Rafael Nadal         | 6–3, 6–3                          |
| 2006 | Mark Knowles (2) Daniel Nestor (2)        | Mariusz Fyrstenberg Marcin Matkowski | 6–2, 6–7(4–7), [10–5]             |
| 2007 | Andrei Pavel Alexander Waske              | Rafael Nadal Tomeu Salvà             | 6–3, 7–6(7–1)                     |
| 2008 | Bob Bryan (2) Mike Bryan (2)              | Mariusz Fyrstenberg Marcin Matkowski | 6–3, 6–2                          |
| 2009 | Daniel Nestor (3) Nenad Zimonjić (2)      | Maheš Bhúpatí Mark Knowles           | 6–3, 7–6(11–9)                    |
| 2010 | Daniel Nestor (4) Nenad Zimonjić (3)      | Lleyton Hewitt Mark Knowles          | 4–6, 6–3, [10–6]                  |
| 2011 | Santiago González Scott Lipsky            | Bob Bryan Mike Bryan                 | 5–7, 6–2, [12–10]                 |
| 2012 | Mariusz Fyrstenberg Marcin Matkowski      | Marcel Granollers Marc López         | 2–6, 7–6(9–7), [10–8]             |
| 2013 | Alexander Peya Bruno Soares               | Robert Lindstedt Daniel Nestor       | 5–7, 7–6(9–7), [10–4]             |
| 2014 | Jesse Huta Galung Stéphane Robert         | Daniel Nestor Nenad Zimonjić         | 6–3, 6–3                          |
| 2015 | Marin Draganja Henri Kontinen             | Jamie Murray John Peers              | 6–3, 6–7(6–8), [11–9]             |
| 2016 | Bob Bryan (3) Mike Bryan (3)              | Pablo Cuevas Marcel Granollers       | 7–5, 7–5                          |
| 2017 | Florin Mergea Ajsám Kúreší                | Philipp Petzschner Alexander Peya    | 6–4, 6–3                          |
| 2018 | Feliciano López Marc López                | Ajsám Kúreší Jean-Julien Rojer       | 7–6(7–5), 6–4                     |
| 2019 | Juan Sebastián Cabal Robert Farah         | Jamie Murray Bruno Soares            | 6–4, 7–6(7–4)                     |
| 2020 | zrušeno kvůli pandemii koronaviru         | zrušeno kvůli pandemii koronaviru    | zrušeno kvůli pandemii koronaviru |
| 2021 | Juan Sebastián Cabal (2) Robert Farah (2) | Kevin Krawietz Horia Tecău           | 6–4, 6–2                          |
| 2022 | Kevin Krawietz Andreas Mies               | Wesley Koolhof Neal Skupski          | 6–7(3–7), 7–6(7–5), [10–6]        |
| 2023 | Máximo González Andrés Molteni            | Wesley Koolhof Neal Skupski          | 6–3, 6–7(8–10), [10–4]            |
| 2024 | Máximo González (2) Andrés Molteni (2)    | Jan Zieliński Hugo Nys               | 4–6, 6–4, [11–9]                  |
| 2025 | Sander Arends Luke Johnson                | Joe Salisbury Neal Skupski           | 6–3, 6–7(1–7), [10–6]             |

## Rekordy
| Dvouhra                         | Dvouhra | Dvouhra |
| Rekord                          | Rekord  | držitelé rekordu |
| ------------------------------- | ------- | --- |
| Nejvíce titulů                  | 12      | Rafael Nadal |
| Nejvíce titulů v řadě           | 5       | Rafael Nadal |
| Nejvíce finále                  | 12      | Rafael Nadal |
| Nejvíce finále v řadě           | 5       | Rafael Nadal |
| Nejvíce odehraných zápasů       | 72      | Rafael Nadal |
| Nejvíce vyhraných zápasů        | 67      | Rafael Nadal |
| Nejvyšší zápasová úspěšnost     | 93,1 %  | Rafael Nadal (67–5) |
| Nejvíce odehraných ročníků      | 22      | Feliciano López |
| Nejstarší vítěz                 | 34 let  | Rafael Nadal (2021) |
| Nejmladší vítěz                 | 18 let  | Mats Wilander (1982) |
| Nejvýše postavený vítěz         | 1. ATP  | Ilie Năstase (1973) Rafael Nadal (2009, 2011, 2018) |
| Nejníže postavený vítěz         | 65. ATP | Todd Martin (1998) |
| Čtyřhra                         |         | |
| Nejvíce titulů                  | 7       | Roy Emerson |
| Nejvíce párových titulů         | 3       | Roy Emerson / Neale Fraser Anders Järryd / Hans Simonsson Bob Bryan / Mike Bryan |
| Dvouhra a čtyřhra               |         | |
| Vítězové obou soutěží v ročníku | double  | Vic Seixas (1953) Tony Trabert (1954) Neale Fraser (1959) Roy Emerson (1963, 1964) Manuel Orantes (1969, 1970) Ilie Năstase (1973, 1974) Björn Borg (1975) Ivan Lendl (1980) Andrés Gómez (1990) |